# سيت (تشكدان)
سیت (بالفارسية: سیت) هي قرية تقع في إيران في هرمزغان. يقدر عدد سكانها بـ 192 نسمة بحسب إحصاء 2016.